# Udeterus dichotomus
Udeterus dichotomus là một loài bọ cánh cứng trong họ Cerambycidae.